# 日本の作業療法学者
日本の作業療法学者（にほんのさぎょうりょうほうがくしゃ）一覧（日本に在住し日本語で発表・著述する／した外国人作業療法士者を含む）

## あ
- 岩崎テル子
- 生田宗博
- 石井孝弘
- 石井良和
- 岩瀬義昭
- 岩永竜一郎
- 稲富宏之
- 岩崎清隆

## か
- 金子翼
- 鎌倉矩子
- 柏木正好
- 加藤寿宏
- 加賀谷一
- 木之瀬隆
- 京極真
- 小西紀一
- 小林法一
- 小林正義
- 小川恵子

## さ
- 酒井浩
- 斎藤さわ子
- 佐々木学
- 清水英樹
- 新宮尚人
- 関昌家
- 鈴木久義
- 鈴木明子
- 清水一
- 杉原素子

## た
- 田中悟郎
- 土澤健一
- 土田玲子
- 田平隆行
- 田村文彦

## な
- 永井洋一
- 長谷龍太郎
- 奈良進弘
- 中田眞由美
- 長尾哲男

## は
- 福田恵美子
- 濱口豊太
- 原和子
- 二木淑子
- 東登志夫

## ま
- 宮前珠子
- 村田和香
- 村井真由美
- 港美雪
- 三澤一登

## や
- 矢﨑潔
- 矢谷令子
- 籔脇健司
- 山田孝
- 山根寛
- 吉川ひろみ
- 山西葉子

## わ
- 渡辺明日香